# Floral Park
Floral Park es una villa ubicada en el condado de Nassau en el estado estadounidense de Nueva York. En el año 2000 tenía una población de 15.967 habitantes y una densidad poblacional de 4.499,9 personas por km². Floral Park se encuentra dentro de los pueblos de Hempstead y North Hempstead. Así mismo, es el lugar de nacimiento del compositor de bandas sonoras John Williams.

## Geografía
Floral Park se encuentra ubicada en las coordenadas 40°43′26″N 73°42′21″O / 40.72389, -73.70583. Según la Oficina del Censo, la ciudad tiene un área total de 3,5 km² (1,4 mi²), de la cual 3,5 km² (1,4 mi²) es tierra y 0 km² (0 mi²) (0%) es agua.

## Demografía
Según la Oficina del Censo en 2000 los ingresos medios por hogar en la localidad eran de $113,719, y los ingresos medios por familia eran $137,243. Los hombres tenían unos ingresos medios de $56,527 frente a los $38,592 para las mujeres. La renta per cápita para la localidad era de $51,183. Alrededor del 0% de la población estaban por debajo del umbral de pobreza.